# Беклемишев, Лев Дмитриевич
Лев Дми́триевич Беклеми́шев (род. 17 сентября 1967, Москва) — российский математик, доктор физико-математических наук (1998), академик РАН (2019), специалист в области математической логики.

## Биография
Родился 17 сентября 1967 года в Москве в семье преподавателей МФТИ Д. В. Беклемишева и Л. А. Беклемишевой. Внук академиков А. И. Мальцева и В. Н. Беклемишева.
В 1989 году окончил кафедру математической логики и теории алгоритмов механико-математического факультета МГУ.
В 1989—1992 годах учился в аспирантуре Математического института им. В. А. Стеклова АН СССР (МИАН). В 1992 году защитил кандидатскую диссертацию по теме: «Классификация пропозициональных логик доказуемости». В 1998 году защитил докторскую диссертацию по теме: «Схемы рефлексии в формальной арифметике».
С 1992 года — сотрудник МИАН.
В 2000—2005 году работал в Утрехтском университете. С 2004 года — профессор кафедры математической логики и теории алгоритмов МГУ.
По состоянию на 2023 год — заведующий отделом математической логики и главный научный сотрудник МИАН, преподаёт математику одновременно на:
- факультете математики НИУ ВШЭ[3];
- кафедре математической логики и теории алгоритмов механико-математического факультета МГУ.

## Общественная позиция
В феврале 2022 подписал открытое письмо российских учёных и научных журналистов с осуждением вторжения России на Украину и призывом вывести российские войска с украинской территории.

## Награды и премии
- 1994 — лауреат премии Московского математического общества для молодых учёных за работу «О классификации пропозициональных логик доказуемости».
- 1998 — обладатель стипендии Гумбольдта.

## Членство в организациях
- Член Европейского комитета Ассоциации символической логики (ASL).
- 2006 — член-корреспондент РАН по Отделению математических наук.